# Peggy Reich
Peggy Susan Reich (ur.  1945, zm.  2003) – amerykańska brydżystka, World Life Master (WBF).
Peggy Reich występowała również jako Peggy Lipsitz oraz Peggy Parker.

## Wyniki brydżowe

### Zawody światowe
W światowych zawodach zdobyła następujące lokaty:
| Mistrzostwa Świata. Konkurencja teamów | Mistrzostwa Świata. Konkurencja teamów | Mistrzostwa Świata. Konkurencja teamów | Mistrzostwa Świata. Konkurencja teamów | Mistrzostwa Świata. Konkurencja teamów | Mistrzostwa Świata. Konkurencja teamów |
| Rok                                    | Miejsce                                | Zawody                                 | Kategoria                              | Drużyna                                | Pozycja                                |
| -------------------------------------- | -------------------------------------- | -------------------------------------- | -------------------------------------- | -------------------------------------- | -------------------------------------- |
| 1974                                   | Las Palmas                             | 3. Mistrzostwa Świata                  | Miksty                                 | Morse                                  | 1                                      |

## Klasyfikacja
- Peggy Lipsitz – klasyfikacja WBF (ang.)